# مسجد شاه عبدالقیوم
مسجد شاه عبدالقیوم مربوط به دوره صفوی - دوره قاجار است و در یزد، خ، انقلاب، محله شاه عبدالقیوم واقع شده و این اثر در تاریخ ۲۵ اسفند ۱۳۷۸ با شمارهٔ ثبت ۲۶۴۴ به‌عنوان یکی از آثار ملی ایران به ثبت رسیده است.